# Master of Architecture
Der Master of Architecture (kurz M. Arch., lateinisch: Magister Architecturae) ist ein akademischer Grad, der überwiegend im angelsächsischen Raum durch einen postgradualen Studiengang der Architektur erlangt werden kann. 
In Deutschland kann der M. Arch. nach den Vorgaben der KMK nur in einem nicht-konsekutiven oder weiterbildenden Studiengang vergeben werden. Dabei wird der M.Arch. deutschlandweit in zwei Studienangeboten vergeben, von der Akademie der Bildenden Künste Nürnberg im Aufbaustudiengang Architektur sowie von der Hochschule Anhalt im Architektur-Master-Programm Dessau. Darüber hinaus wird er im deutschsprachigen Raum an der Akademie der bildenden Künste in Wien vergeben. Der M.Arch. wird somit in Deutschland sehr selten vergeben im Vergleich zu den anderen möglichen Mastergraden im Fach Architektur, Master of Arts (M. A.), Master of Science (M. Sc.) oder Master of Engineering (M. Eng.), die die Regelabschlüsse darstellen.